# Паштровићи
Паштровићи су српско-приморско племе у данашњем црногорском приморју. У старијим изворима назива се „општином“ тј. „опћином“ која се по традицији делила на дванаест братстава. Племенска област им обухвата део црногорског приморја, од Куфина до Бабина вира, што одговара подручју од Чања до Бечића, са околинама. Племе има дугу традицију у том подручју, са богатом локалном историјом и културом, а у време Млетачке управе и посебном самоуправом. Паштровићи су најјужнији део "чаробне" Боке Которске у којој живе одувек Срби.

## Етимологија
Највероватније је назив од речи „пастир“, као и Пештерска висораван, Паштрик, Пашман... Петар I Петровић као и многи други Црногорци су своју стоку, у зимском периоду, слали на испашу у област Паштровића и за то су плаћали траварину. Пештерска висораван је позната по сточарству и чувеном пештерском сиру. На основу тога се може извести ова претпоставка о пореклу назива.
Друго тумачење јесте да назив „Паштровић“, заправо потиче од старословенске речи „пастро“ чије је значење „шарен“.

## Територија
Племенска/општинска територија им се простирала од Куфина до Бабина вира што чини неких 17,5 km. На овом подручју налази се шест манастира Српске православне цркве. Ти манастири су: Дуљево, Прасквица, Режевићи, Градиште, Војнићи и Рустово.
Културно-историјско средиште Паштровића је било острво Свети Стефан. Тврђава је саграђена 1442. године, када су у њој досељени први становници. Због великих зидина, многобројне породице су тражиле у њој уточиште у периодима сукоба са Османлијама или под најездом гусара. По легенди, насеље је настало после сукоба Которана и Паштровића који су им притекли у помоћ, са Османлијама које су поражене. По повратку из завршене битке, Паштровићи су код плаже Јаз уочили у близини обале преостале османлијске галије, које су напали. Од заробљеног плена подигнули су тврђаву, са по једном кућом за свако од дванаест паштровских племена и дали јој име Свети Стефан, по истоименој цркви посвећена архиђакону Стефану Првомученику изграђеној у време Немањића. Због свог погодног положаја Свети Стефан је био трговински и саобраћајни центар Паштровића. Поседовао је велики стратегијско-трговачки значај у време Млетачке републике и трговине са Венецијом. Место је почело лагано да губи значај крајем 19. века, када је почело масовније исељавање становништва. Потпуно исељавање извршено је 1955. године, када је острво комплетно адаптирано и претворено у „град-хотел“. Данас је то једно од најлуксузнијих летовалишта на Јадрану.

## Историја
Паштровићи су српско племе са дугом историјом у Приморју. Према предању, најстарији паштровски етнички слој били су Срби и други Словени, који досељени у ове крајеве у периоду између 6. и 10. века. У том периоду су тим простором владале различите српске династије попут Војислављевића и Немањића, те се претпоставља да су стара братства Паштровића имали своје припаднике у ситном племству и витешком слоју. Од тог старог слоја становништва до данас није остало потомства, јер су изумрли или су се иселили из матичне области. Од њих су трагови остали углавном у топонимији. Данашња паштровска братства потичу од досељеника из околних области, током 14. и 15. века и из каснијих периода.
Најстарији до сада познати спомен Паштровића под тим именом је из 1355. године, када је српски цар Стефан Душан послао свог властелина Николицу Паштровића на посланство у Дубровник. По овој знаменитој породици је племе добило име. Године 1371. спомиње се Андрија Паштровић као представник Балшића у договорима са Дубровчанима, а неки Паштровићи се у том периоду исељавају за Босну, где тамо такође остају као властела. Паштровска општина спомиње се већ 1377. године.
Након распада Српског царства, притиснути од стране Османлија, Млечана и локалних владара, главари племена су 1423. године потписали споразум са Млетачком републиком по којем су постали њени поданици. У том уговору, споменути главари носе презимена Паштровић, а то су Дабижив Алекса, Никола, Остоја, Радич и Стефан. Обавезали су се да ће ратовати у њену корист од Скадра до Котора, а заузврат су им Млечани оставили њихову аутономију и пређашња права, узели их под своју заштиту и омогућили им слободну трговину по целој Млетачкој републици. Остали су у оквиру Млетачке републике до њеног пада 1797. године, а затим су постали део Илирских провинција за време Наполеона, па Хабзбуршког царства. Иако су били снажна братства у 15. веку, због учесталих сукоба са Турцима и суседним Грбљанима, доста становништва напушта тај део и исељава се на север ка Далмацији и у Италију. Паштровић се као братствено име, али не и као племенско, од 16. века више не спомиње у црногорском приморју, али се среће у Далмацији и Венецији, а касније и у Јужној Угарској код бачких Буњеваца. Ипак, није јасно да ли ови Буњевци имају везе са црногорским Паштровићима или је истоветност патронима код ове две популације случајна.
Током 16. века постоји доста спомена Паштровића у различитим уговорима, али и њихови сукоби са Османлијама. Као пример се може навести уговор о миру из 1591. године између Јусуф-бег Крсмића и других  Османлија из Подгорице са једне стране, и Људевита Медина Паштровића и других Паштровића са друге, у присуству Маријана Болице, угледног млетачког племића из Котора који је написао познати извештај о скадарском санџаку из 1614. године. Уговор је написан на српском језику, ћирилицом, што је и наведено у самом уговору "acordio di scritura di pace... in idioma serviano scritta", а представници Турака су га потврдили печатима, те затим је преведен на италијански.

## Племена
Племе Паштровићи чине 12 братстава. Та братства су: Бечићи, Калађурђевићи, Дабковићи, Митровићи, Љубише, Барочи, Режевићи, Срзентићи, Давидовићи, Суђићи, Вуковићи, Миџори и Арменко (до 19. века Томић). Братства су пореклом са различитих територија - чине их досељеници из Старе Црне Горе, Старе Србије и Пипера из региона црногорских Брда.
Племе Барочи су нестали у 19. веку, док су Режевићи веома хетерогеног састава са доста родова. Код Режевића, родови Вуковића, Зеновића и Павловића је су пореклом из Старе Србије и Старе Црне Горе. Досељени су рано током 13. и 14. века. Међу тим родовима су и Перазићи који су досељени из Климената у 16. веку. Што се Дабковића тиче, њихов родоначелник је дошао из Пипера, односно из братства Црнци. Црнци су део Лужана, племена које представља старији слој Пипера и некада насељавало подручја Пипера и околине, северно од данашње Подгорице. Попут Дабковића, исто важи и за Ђедовиће, Склендере и Радовиће из Режевића који су сродни и потичу од досељеника из Пипера из 15. века. Ови родови славе Велику Госпођу (Успење Пресвете Богородице).

## Самоуправа
Под Млечанима, Паштровићи су имали степен аутономије. Били су подељени у две комунитаде (локалне самоуправе), Свети Стефан (острво) и Ластва или Кастелластва, којима су заседале одговарајуће Банкаде. Банкаде или Баканада, назване по италијанском "банкада", биле заправо традиционални систем власти и представљале су заједнички суд, односно збор. Године 1797, те две комунитаде су уједињене у јединствену комунитаду Паштровић. Мандат самоуправне власти је била једна година. У свом саставу, Банкаде су имале четворицу суђа (судије), двојицу војвода, дванаест властелина у комунитади Свети Стефан (за свако од дванаест племена) и канзалиера и вицеканзалиера. За комунитаду Ластва/Кастелластва, број властелина у саставу Банкаде није познат из разлога што је ту било само једно племе, а војводе су се звале капетани. По потреби, Банкаде су у свом саставу имале и стимадуре (проценитеље), чланове мировног већа и слично. Ректор (кнез, сопраинтендант, гувернадур) био је управитељ области, а биран је међу Паштровићима и потврђиван од стране млетачке, касније и аустријске власти, чије је интересе штитио.
Првобитно „мјесто од правде“ где се састајао паштровски племенски суд (Банкаде) налазило се на жалу Дробни пијесак. Касније је то постало острво Свети Стефан, и то је био готово 400 година, све до 1929. године када је Банкада престала да постоји. Збор састајао се на Видовдан.
Године 1838. се наводи да је "Паштровић" предео, који се од неколико села састоји, а броји тада 2800 православних душа.

## Живот и култура
Паштровићи су постигли свој највећи успон за време Немањића, када су поједини Паштровићи обављали послове за цара Душана, а он им тада дарује племство. Иако су били мало мање од четири века под Млечанима, Паштровићи су успели да сачувају свој језик, обичаје, писмо и повластице које је млетачки Сенат више пута потврђивао. Паштровићи су важили за добре морепловце и трговце, мада су знали да се баве и гусарењем, а дали су и велики број капетана и бродовласника. Већина становништва је живела од пољопривреде и сточарства, а у деловима код обале је било развијено и маслинарство. Због учесталих сукоба, већи део становништва напушта Паштровиће и одлази за Далмацију, Италију и друге крајеве.

### Грађевине
Као што је раније речено, у Паштровићима се налази шест манастира Српске православне цркве., а то су: Дуљево, Прасквица, Режевићи, Градиште, Војнићи и Рустово. Ово су веома значајни манастири за Паштровиће. Манастири су доста стари и потичу углавном из периода XIII и XIV, али су неки вероватно и старији. За манастир Прасквицу се сматра да је настао 1050. године, али се у историографији први пут спомиње 1307. године у документу у коме је српски краљ Милутин потврдио манастиру његове поседе. За манастир Војнићи се сматра да потиче из 10. века, али за то такође не постоје писани извори. У њему постоје два храма - старији који је посвећен Светом Димитрију и који је од настанка манастира, и други посвећен Светом Николи, подигнутом током 13. века. Манастир је скоро у потпуности срушен током земљотреса 1667. године. Манастир Градиште је подигнут на узвишењу у Буљарици. Археолошким истраживањима у порти манастира пронађени су остаци старије, могуће античке грађевине, као и неколико гробова из периода римске управе у овом крају. Ипак, први писани помен овог манастира потиче из повеље српског краља Милутина с почетка XIV века. Овај манастир је вековима, до Првог светског рата, био важна филијала (метох) манастира Дечани. Данашњи комплекс манастира састоји се из три цркве, као и манастирског конака, помоћних објеката и гробља. Према народном предању, главна манастирска црква посвећена Св. Николи, заштитнику помораца и путника, потиче из 1116. године. Ове православне манастире одликује веома декорисана унутрашњост и архитектура.
Такође, Паштровићи су изградили велики број вила и тврђаву из 1442. на острву Свети Стефан, о чему је било речи раније.
У Паштровићима је постојала и утврда на хридима звана Каштело. О тачној локацији ове тврђаве и њеном изгледу, за сада нема довољно информација. Паштровски војвода из XV века, Радич Грубачевић је, према легенди, поседовао један castelletum (замчић) у таашњој Ластви, где се опасним временима заједно са присталицама повлачио. О Кастелу се, у различитој историографији, наводи и да је током XVI века, Млетачка република која је управљала тим просторима, на једној стени у старој Ластви оградила утврђење, уз сагласност Банкаде. Ту је боравио стални гарнизон млетачке војске, а цело насеље је тада добило свој назив Кастеластва, односно скраћено Кастио. Од тврђаве су видљиви само ниски остаци. На почетку XVIII века је дошло до сукоба између породице Кашћелан, потомака Медина који су наследили Кастело, и осталих Медина, управо око овог здања. У складу са одлукама генералних провидура из 1724. и 1736. године, Кастело је остао у власништву државе и у њему је боравила војска којом је управљао капетан – по један члан породице Кашћелан. Ова породица је вероватно живела у Кастелу све до 1797. године, до укидања Млетачке републике. Друга битна некадашња грађевина јесте Лазарет.  И за њега постоје разна веровања и приче које још увек нису адекватно историјски обрађене. На месту одређених данашњих угоститељских објеката у Будви, у XVI веку је био подигнут Лазарет, вероватно од стране Млечана, уз дозволу Банкаде. Постоји веома мало извора који пишу о њему, тако да се не могу извући битнији детаљи.

### Народна ношња
За народну ношњу Паштровића, Вук Караџић је навео да имају елементе и рисанске и црногорске одеће. Јован Вукмановић је утврдио да су Паштровићи примили црногорску ношњу од Црногораца током 19. века, без душанке и токе. Наводи да је капа коју су носили Паштровићи мало дубља, а долама при дну мало шира од црногорске. Што се тиче украса на одећи, она је готово истоветна бокељској, јер им се роба првобитно израђивала у Котору, а касније у Цариграду где су Паштровићи одлазили и радили. Тада је попримила мало и исламских елемената. Паштровићи су носили "кружат" (прслук) и димлије од тамноплаве или црне свите, као код Бокеља.

### Први српски буквар
Први српски ћирилични буквар јесте Буквар Саве Инока Дечанца из краја 16. века. Аутори су били инок Сава Дечанац и јеромонах Стефан Давидовић, обојица пореклом из Паштровића. Сава Дечанац је био јеромонах манастира Дечани. Буквар је настао у манастиру Градиште у Паштровићима, а штампан је у Венецији 1597. године.

## Паштровићи у писмима цетињским митрополита Петровића
Данило I Петровић Његош 1727. г. критикује своје Црногорце и Паштровиће: "...а наше Црногорце и наше Паштровиће не би свети Јоан Златоусти у праву регулу обрнуо..."
Сава Петровић Његош извештава млетачког провидура Винћенца Гритија да су писали Грбљанима да не зову Пераштане у кметове, јер су у крви (непријатељству) с Паштровићима. Одговорили су да их неће звати, но траже од провидура да им допусти да зову Црногорце. Црногорци су пријатељи и Паштровићима и Грбљанима (писмо 158.). Из наведеног се види да тада ни Грбљани ни Паштовићи нису Црногорци, но су Црногорци пријатељи и једнима и другима. Црногорци су дали вјеру Паштровићима и сваком принциповом чојку, из чега се види да тада Паштровићи нису Црногорци (pp. 204.). Почеше Паштровићи харати и плијенити истините судите принципове. Откада је Будва принципова отада су и Сеоца принципова. То је на врата града принципова под лубарде. (писмо 167.).
Због честих сукоба између Црногораца и Паштровића, Петар I се трудио да ова српска племена живе у миру. О томе је писао у писму од 5.1.1794.: "...Што се до Паштровићах и до Церногорацах тиче, то ја нећу заборавит, него сам међу њима до 23. априла вјеру уфатио... ПЕТР ПЕТРОВИЧ"

## Пишчевићи о свом поријеклу
Александар Пишчевић, руски војник српског порекла, у својим мемоарима о свом пореклу пише:
Породица Пишчевић је племићка, српске националности. Она потиче из Далмације, из провинције Паштровића. То доказују многи породични документи који су ми остали после очеве смрти... Тада је Русија намеравала да предузме нешто са Србима који живе на обалама Дунава и Јадранског мора.

И његов отац Симеон у својој Историји српског народа из 1795. (на српском је књига објављена 2018.) о Паштровићима (наводи их као  Паштројевиће) пише: 
...да су они у време српског царства поштовали српске краљеве јер су себе сматрали делом српског народа...

## Штампар Стефан и Данило, игуман и обновитељ Дечана
Павле Ровински цитира јеромонаха и игумана Стефана, који је из Дечана дошао у Млетке да штампа 1597. године Молитвослов, у штампарији Рампацето. У предговору је записано: аз смјерни игумен Стефан iеромонах от храма пречисте бце (Богородице) отчеством же от паштровић... и затим, даље: трудих се о сем аз грјешни мншiи в иноце iеромонах Сава от монастира дечани.
По смрти игумана манастира Високи Дечани Мојсија, монаси су се разбјежали и манастир остаје пуст. 1776. г. игуман је Данило, који је 40 година ту био игуман. Када је он (Хаџи Данило) дошао у манастир срео је само једног Цинцарина. Обновио је манастирско братство, поново прави иконостас. Био је родом из Далмације из племена Паштровићи. Било му је 56 година када је стигао у манастир, умро је као архимандрит 1788.

## Познати Паштровићи
- Стефан Штиљановић, кнез, добротвор и српски светитељ који је због сукоба са Млецима отишао за Срем 1498. године, оставивши своју имовину народу.[16]
- Симеон Пишчевић, руски генерал[16]
- Александар Пишчевић
- Марин Бечић, хуманиста, писац и латиниста[16]
- Петар Ћуда-Мустафа-паша
- Стефан Митров Љубиша, српски књижевник и политичар[33]
- Висарион Љубиша
- Раде Андровић
- Дионисије Миковић
- Борко Паштровић
- Нико Анђус
- Бранко Ковачевић Жика
- Вукица Митровић
- Ратко Митровић Шиљa
- Кирило Митровић
- Стеван Лукетић
- Бојан Суђић
- Дејан Анђус